# Деннинг (Арканзас)
Деннинг (англ. Denning, Arkansas) — город, расположенный в округе Франклин (штат Арканзас, США) с населением в 270 человек по статистическим данным переписи 2000 года.

## География
По данным Бюро переписи населения США, город Деннинг имеет общую площадь в 2,85 квадратных километров, водных ресурсов в черте населённого пункта не имеется.
Деннинг расположен на высоте 138 метров над уровнем моря.

## Демография
По данным переписи населения 2000 года в Деннинге проживало 270 человек, 75 семей, насчитывалось 102 домашних хозяйств и 115 жилых домов. Средняя плотность населения составляла около 93,1 человек на один квадратный километр. Расовый состав Деннинга по данным переписи распределился следующим образом: 95,19 % белых, 0,37 % — чёрных или афроамериканцев, 0,74 % — коренных американцев, 1,85 % — азиатов, 1,85 % — представителей смешанных рас.
Испаноговорящие составили 2,22 % от всех жителей города.
Из 102 домашних хозяйств в 33,3 % — воспитывали детей в возрасте до 18 лет, 60,8 % представляли собой совместно проживающие супружеские пары, в 5,9 % семей женщины проживали без мужей, 25,5 % не имели семей. 22,5 % от общего числа семей на момент переписи жили самостоятельно, при этом 12,7 % составили одинокие пожилые люди в возрасте 65 лет и старше. Средний размер домашнего хозяйства составил 2,65 человек, а средний размер семьи — 3,04 человек.
Население города по возрастному диапазону по данным переписи 2000 года распределилось следующим образом: 26,3 % — жители младше 18 лет, 6,7 % — между 18 и 24 годами, 28,9 % — от 25 до 44 лет, 20,0 % — от 45 до 64 лет и 18,1 % — в возрасте 65 лет и старше. Средний возраст жителей составил 39 лет. На каждые 100 женщин в Деннинге приходилось 100,0 мужчин, при этом на каждые сто женщин 18 лет и старше приходилось 97,0 мужчин также старше 18 лет.
Средний доход на одно домашнее хозяйство в городе составил 23 750 долларов США, а средний доход на одну семью — 32 708 долларов. При этом мужчины имели средний доход в 19 792 доллара США в год против 17 344 долларов среднегодового дохода у женщин. Доход на душу населения в городе составил 12 487 долларов в год. 22,8 % от всего числа семей в округе и 21,8 % от всей численности населения находилось на момент переписи населения за чертой бедности, при этом 18,4 % из них были моложе 18 лет и 9,8 % — в возрасте 65 лет и старше.